# 아벤쉬르엘프
아벤쉬르엘프(프랑스어: Avesnes-sur-Helpe)는 프랑스 북부 노르주의 코뮌이다. 노르주의 하위 현(지방 행정 구역)이다. 아벤쉬르엘프는 벨기에 국경에서 14km 정도 떨어져 있으며, 가장 가까운 대도시인 모뵈주에서 남쪽으로 18km 떨어진 곳에 위치해 있다. 상브르강의 지류인 엘프마죄르강이 이 마을을 거쳐 흐른다. 아베스네스 강 상류에는 인공 호수인 발졸리 호수가 있다.

## 역사
아벤쉬르엘프는 11세기에 건립되었다. 최초로 알려진 영주는 베드릭 1세(Wedric I de Morvois)의 아들인 베드릭 2세(Wedric II of Avesnes, 990년경 출생)이다. 아베스네스 가문은 네덜란드의 여러 백작을 포함한 저지대 국가에서 중요한 역할을 했다. 1477년 부르고뉴 전쟁에서 승리한 루이 11세에 의해 파괴되었다. 역사적으로 에노 백국의 일부였던 이곳은 1659년 피레네 조약의 결과로 프랑스령이 되었고 보방에 의해 요새화되었으나 1815년 프로이센에 함락되었다.
아벤쉬르엘프의 요새는 11세기부터 1867년까지 계속 현대화되면서 막강한 요새로 방어되어 있었다. 1867년 다른 고립된 성루와 마찬가지로 이곳의 요새도 더 이상 쓸모없게 되었으며 결국 1870년대에 요새 일부가 철거되어 마을에 더 쉽게 접근할 수 있게 되었다.

## 인구 통계
| 연도 | 인구  | ±% p.a. |
| ---- | ----- | ------- |
| 1793 | 2,702 | —       |
| 1821 | 3,129 | +0.53%  |
| 1846 | 3,578 | +0.54%  |
| 1872 | 3,603 | +0.03%  |
| 1901 | 6,217 | +1.90%  |
| 1926 | 5,105 | −0.79%  |
| 1946 | 5,247 | +0.14%  |
| 1962 | 6,151 | +1.00%  |

| 연도 | 인구  | ±% p.a. |
| ---- | ----- | ------- |
| 1968 | 6,508 | +0.94%  |
| 1975 | 6,362 | −0.32%  |
| 1982 | 6,022 | −0.78%  |
| 1990 | 5,178 | −1.87%  |
| 1999 | 5,085 | −0.20%  |
| 2007 | 5,030 | −0.14%  |
| 2012 | 4,894 | −0.55%  |
| 2017 | 4,495 | −1.69%  |

## 문화
이 마을의 주요 거리에 있는 대부분의 건물은 16세기에 지어진 교회의 약 60.96m 높이의 종탑인 성 니콜라스처럼 치수석재로 만들어졌다.
아벤쉬르엘프 지방은 독특한 치즈로 유명한데 마르왈 치즈와 파프리카로 코팅된 원뿔 모양의 붉은 로컬 치즈인 불레트다벤이 유명하다.